# Сгамбати, Джованни
Джованни Сгамбати (итал. Giovanni Sgambati; 28 мая 1841, Рим — 14 декабря 1914, Рим) — итальянский пианист, дирижёр и композитор.

## Биография
Вырос в городе Треви, где учился церковной музыке (как певец и дирижёр хора), но также и игре на фортепиано (у Тиберио Наталуччи). В 1860 г. вернулся в Рим, где принимал участие в вечерах камерной музыки, организованных Туллио Рамачотти. На одном из этих концертов был замечен поселившимся здесь Ференцем Листом и под впечатлением от его игры стал его учеником. Сгамбати исполнял произведения Листа как пианист, дирижировал аккомпанировавшим Листу оркестром, в 1866 г. руководил как дирижёр исполнением листовской Симфонии «Данте». В 1869 г. в связи с отъездом Листа Сгамбати также покинул Италию и отправился в Германию, где познакомился с Рихардом Вагнером и его музыкой. Начиная с 1880-х гг. Сгамбати много гастролировал, в том числе и со своими собственными сочинениями; в 1893 и 1906 гг. выступал и в России, в 1891 году дал концерт для королевы Виктории. В 1893 г. Сгамбати возглавил Римскую филармонию; после его смерти в его честь был назван концертный зал филармонии. На протяжении ряда лет руководил фортепианным Квинтетом королевы, выступавшим под патронатом итальянской королевы Маргариты. Он также оказал значительную помощь в становлении музыкальной карьеры Франческо Тости.
В 1870 году совместно с Этторе Пинелли организовал в Риме (в составе Академии Санта-Чечилия) Музыкальный лицей, в котором преподавал до своей смерти. Лицей быстро и успешно развивался, в 1877 году получил официальный статус, а в 1923 году был преобразован в консерваторию.
Среди его учеников был Михаил Михайлович Иванов.
В творческом наследии Джованни Сгамбати — две симфонии, фортепианный концерт, квартет, два фортепианных квинтета, песни и значительное количество церковной музыки, из которой выделяется Реквием (1901). Однако едва ли не самой знаменитой работой Сгамбати остались к сегодняшнему времени фортепианные переложения нескольких номеров из оперы Глюка «Орфей и Эвридика», в числе которых так называемая Мелодия.
Четыре альбома фортепианной музыки Сгамбати записаны итальянским пианистом Пьетро Спада; вслед за этим полное собрание фортепианных произведений Сгамбати записал Франческо Карамьелло.